# Arthur Goetz
Arthur Goetz (n. 1885; d. după 1923) a fost  un pictor și grafician expresionist german.

## Viața
Ca membru al mișcării artistice „Novembergruppe“, înființată  în 1918 la Berlin, la care, datorită inițiativei galeristului Herwarth Walden (Georg Lewin), au aderat mai mulți artiști plastici din grupările „Der Sturm“, „Bauhaus“, DADA și „Werkbund“ (printre care și trei artiști originari din România, M. H. Maxy, Arthur Segal și Hans Mattis-Teutsch), Arthur Goetz s-a întâlnit și s-a împrietenit cu Mattis-Teutsch, căruia i-a dedicat o lucrare.
Între 1920 și 1923 Arthur Goetz a participat la expozițiile colective a acestei grupări, împreună cu Otto Dix, George Grosz, Raoul Hausmann, John Heartfield, Hanna Hoch, Mattis-Teutsch, Rudolf Schlichter și Georg Scholz care făceau parte din așa numită „aripă stângă“ („Linker Flügel“) a acestei mișcări artistice.

## Opera
Stilul artistic de exprimare al lui Arthur Goetz se încadrează în tendințele expresionismului abstract, propagate de reprezentanții grupei „Novembergruppe“. Astfel Goetz a colaborat la prezentarea grafică a revistei de avangardă literară-politică „Die Aktion“, publicând o serie de lucrări grafice (cf. vol. 8, nr. 39/40, 5 octombrie 1918), fiind apoi inclus în lista artiștilor de excepție a Muzeului de Artă Modernă (Museum of Modern Art, MoMA) din New York, împreună cu Karl Schmidt-Rottluff, Wilhelm Schuler, Ines Wetzel, Walter O. Grimm, Bruno Beye, Wladislav Skotarek, Josef Capek, Franz Wilhelm Seiwert, Julius Kaufmann si Erich Goldbaum, de asemenea colaboratori ai acesei reviste.
În marea expoziție retrospectivă „Expressionismus²“ Arhivat în 29 noiembrie 2015, la Wayback Machine. (14 martie – 5 iulie 2015), care a fost deschisă la muzeul de artă modernă Buchheim (Bernried/Bavaria), prezentând peste 200 de opere din colecțiile de artă Lothar-Günther Buchheim și Henri Nannen (Kunsthalle Emden), a fost prezent și Arthur Goetz  – împreună cu Kandinsky, Marc, Klee, Kubin, Kokoschka, Picabia, Feininger, Segal și alți reprezentanți renumiți ai expresionismului european –, după cum confirmă lista artiștilor expozanți în catalogul întocmit de Frank Schmidt: Die Sammlung Henri Nannen – Werke der klassischen Moderne (Colecția Henri Nannen - opere ale modernismului clasic). Astfel a început reintrarea lui Arthur Goetz în arena artei moderne al secolului 20.